# محمد الجنوبي
محمد بن سعد الجنوبي (1 مارس 1941 - 19 ديسمبر 2009), هو شاعر شعبي سعودي، ولد في الأحساء، وتغن العديد من المطربين الشعبيين بقصائده. بدأ حياته الشعرية عندما كان في سن السادسة عشرة حينما كان يعمل جندياً في قطاع الموسيقى في شرطة مدينة الظهران

## مرحلة الطفولة
ولد بمنطقة الأحساء بمدينة الهفوف بحي النعاثل أحد الأحياء المعروفة والمشهورة بالمحافظة وكان تاريخ الميلاد 1360 هـ.
بحكم ان الطفولة في الماضي تختلف عنها في الحاضر، فان شاعرنا مر بطفولة قاسية نوعا ما فقد تحمل المسؤولية مبكرا فلقد شاء الله ان يفترق والداه واختار شاعرنا طريق والدته وسكنا في حي اسمه حي الجرن بمدينة الهفوف ومنه ذهب للعمل عند الأميرة الجوهرة بنت عبد الله بن جلوي في حي الكوت بالأحساء.
كانت الدراسة هي هاجس الجنوبي منذ نعومة اظفارهـ وكان حبه لها لا يعدو كونها قراءة وكتابه فقط، فقد درس القران الكريم بحي النعاثل، وبعدها اكمل مشواره التعليمي في مدرسة الأحساء الأولى بالهفوف، وقد اضطر الجنوبي لأن يترك الدراسة لان ظروفه لم تكن ملائمة.

## مسيرته المهنية
بعد أن ترك الجنوبي الدراسة قام بالبحث عن عمل يقتات منه، عمل عند الأمير فهد بن مشاري بن جلوي بالرياض، وكان عمرهـ عندها 12 سنة واستمر في عمله لمدة ثلاث سنوات، ثم التحق بالعمل لدى الأمير هذلول بن عبد العزيز لمدة سنة واحدة فقط.
بعدها فضل شاعرنا أبو سعد البحث عن نفسه في أعمال أخرى، فعمل بشركة ارامكو حيث تم وضعه في قسم تسجيل الأرقام نظرا لانه كان يجيد القراءة والكتابة وكان انذاك العمل بالشركات متعبا وقليل الراتب ففضل العودة إلى مسقط رأسه بالأحساء، والتحق بالسلك العسكري برتبة جندي بعد أن تم تدريبه في سن السادسة عشر.
ثم انتقل للظهران في قسم الموسيقى بعد أن عمل بالأحساء لمدة سنتين، وعمل بالظهران لمدة 10 سنوات، وبعدها ترك العسكرية والسبب ان أمير المنطقة امر بخصم نصف راتبه لان والده اشتكاه مطالبا اياه نصف الراتب، ثم عاد إلى الأحساء وعمل في مشروع الري والصرف سابقا ولكنه لم يبق كثيرا في الأحساء فانتقل إلى قطر وعمل هناك سائقا لمدة 9 سنوات، ثم عاد إلى الأحساء وعمل برئاسة تعليم البنات.

### شاعرية الجنوبي
أول قصيدة كتبها الجنوبي كانت بعنوان (مخلوق) وكان عمرهـ انذاك 14 سنة، وبعدها ابتدأ مشواره الطويل مع الشعر الشعبي. وقد تعرض الجنوبي للكثير من السرقات الفنية وما زالت بعض القضايا معلقة لدى وزارة الاعلام إلى هذا الوقت ولم يبت فيها. ولقد عرف الناس الجنوبي من خلال قصائده المشهورة ومن هنا عمل الجنوبي على توثيق قصائده وكتابتها في ديوان شعري وتم طبعه، الا انه لا تزال تسرق قصائده.

### قصائدة
من بعض قصائدة الخالدة:
- البارحة يا زين نومي تغير.
- الموتر اللي مرني في الليل.
- يا عذابي ان كان طال الغياب.
- خلاص من حبكم يا زين عزلنا.
- مريت سوق الذهب.
- مقهور يا صاحبي مقهور.
- ساعدني ياهلي قلبي تهنا.
- حَمَام يا اللي في فوق الاغصان غنيت.[6][7]

بالنسبة لابو سعد فان قريحته غزيرة بالشعر، فاطرف هدف عنده يكون موضوع للقصيدة، وكثير من قصائده تكون تحدي، وكل قصيده تعبر عن نفسها.
كتب الجنوبي العديد من القصائد الوطنية ومن ابرزها كتبها في عهد الملك فيصل وهي بعد افتتاح مشروع الري بالأحساء.

كتب أيضا ديوان الجنوبي.

## اخوته
الشاعر عبد الله الجنوبي قصيدة (خلصت من جملت) وقصيدة (حسبي على سليق الستين).

## وفاته
توفي في 20 ديسمبر 2009 إثر هبوط مفاجئ في الدورة الدموية خلال تنويمه في مستشفى الملك فهد بالهفوف حيث عانى على مدار عامين من مرض في الظهر، دفن وشهدت مقبرة الصالحية بالأحساء تدفق المئات من محبي الجنوبي من مختلف مناطق المملكة وعلى وجه الخصوص من منطقتي الرياض والقصيم ومدن المنطقة الشرقية ومن دولة قطر التي عاش فيها ثماني سنوات في أيام شبابه.